# HNoMS Eskdale (L36)
Le HNoMS Eskdale (pennant number L36) est un destroyer d'escorte de classe Hunt de type III construit pour la Royal Navy et mis en service dans la Marine royale norvégienne, pendant la Seconde Guerre mondiale.

## Construction
Le HMS Eskdale est commandé le 28 juillet 1940 dans le cadre du programme d'urgence de la guerre de 1940 pour le chantier naval de Cammell Laird Shipyard de Birkenhead en Angleterre sous le numéro J3269. La pose de la quille est effectuée le 18 janvier 1941, le Eskdale est lancé le 16 mars 1942 et mis en service le 31 juillet 1942 pour la Marine royale norvégienne sous le nom de HNoMS Eskdale.
Il est parrainé par la communauté civile de Kendal dans le Westmorland (maintenant dans le comté de Cumbria) pendant la campagne nationale du Warship Week (semaine des navires de guerre) en mars 1942.
Les navires de classe Hunt sont censés répondre au besoin de la Royal Navy d'avoir un grand nombre de petits navires de type destroyer capables à la fois d'escorter des convois et d'opérer avec la flotte. Les Hunt de type III se distinguent des navires précédents type I et II par l'ajout de 2 tubes lance-torpilles au milieu du navire. Pour compenser le poids des tubes lance-torpilles, seuls 2 supports de canons jumeaux de 4 pouces ont été installés, le canon en position "Y" a été retiré, le projecteur étant déplacé vers le pont arrière de l'abri en conséquence. Les Hunt de type III pouvaient être facilement identifiés car ils avaient une cheminée droite avec un sommet incliné et le mât n'avait pas de râteau. Quatorze d'entre eux ont vu leurs ailerons stabilisateurs retirés (ou non installés en premier lieu) et l'espace utilisé pour le mazout supplémentaire.
Le Hunt type III (comme le type II) mesure 80,54 m de longueur entre perpendiculaires et 85,34 m de longueur hors-tout. Le Maître-bau du navire mesure 9,60 m et le tirant d'eau est de 3,51 m. Le déplacement est de 1070 t standard et de 1510 t à pleine charge.
Deux chaudières Admiralty produisant de la vapeur à 2100 kPa (21 bar) et à 327 °C alimentent des turbines à vapeur à engrenages simples Parsons qui entraînent deux arbres d'hélices, générant 19 000 chevaux (14 000 kW) à 380 tr/min. Cela donne une vitesse de 27 nœuds (50 km/h) au navire. 281 t de carburant sont transportés, ce qui donne un rayon d'action nominale de 2 560 milles marins (4 740 km) (bien qu'en service, son rayon d'action tombe à 1 550 milles marins (2 870 km)).
L'armement principal du navire est de quatre canons de 4 pouces QF Mk XVI (102 mm) à double usage (anti-navire et anti-aérien) sur trois supports doubles, avec un support avant et deux arrière. Un armement antiaérien rapproché supplémentaire est fourni par une monture avec des canons quadruple de 2 livres "pom-pom" MK.VII et trois  canons Oerlikon de 20 mm Mk. III montés dans les ailes du pont,. Jusqu'à 110 charges de profondeur pouvaient être transportées , avec deux goulottes de charge en profondeur et quatre lanceurs de charge en profondeur constituent l'armement anti-sous-marin du navire. Le radar de type 291 et de type 285 sont installés, de même qu'une sonar de type 128,. Le navire avait un effectif de 168 officiers et hommes,.

## Histoire

### Seconde guerre mondiale

#### 1942
La construction est achevée le 31 juillet 1942 et il sert sous le commandement de la Marine royale norvégienne, mais le navire est déployé opérationnellement dans une flottille de la Royal Navy.
Après des essais d'acceptation et sa mise en service, le Eskdale est transféré à Scapa Flow en juin 1942, où il rejoint la Home Fleet et continue à être entièrement équipé, puis est transféré à Portsmouth le 8 août.
Le 2 septembre, le Eskdale rejoint les destroyers Campbell (D60) et Malcolm (D19) et son navire-jumeau (sister ship) Farndale (L70) pour escorter le convoi PQ18 vers Mourmansk, en Union soviétique. Complétant la première étape du voyage du Loch Ewe, en Écosse, à l'Islande, il se sépare du convoi quatre jours plus tard pour retourner à Portsmouth, où il rejoint la 1re Flottille de destroyers le 8 septembre. Le navire est chargé de patrouiller et d’escorter les convois côtiers dans la Manche et des approches occidentales,,,,.
Le 13 octobre, le Eskdale et ses navires-jumeaux Cottesmore (L78), Quorn (L66), Albrighton (L12) et HNoMS Glaisdale (L44) se joignent aux flottes de torpilleurs dans une campagne visant à intercepter le croiseurs auxiliaire allemand Komet dans la Manche. , qui est sur la route avançant dans l’Atlantique pour attaquer des navires marchands alliés. Le Komet est coulé par un tir combiné des coups de canon du Eskdale et deux torpilles du bateau torpilleur MTB 236, à une position géographique de 49° 44′ N, 1° 32′ O, aucun équipage du Komet n'a survécu,.
Le 12 novembre, lors d’un affrontement au large de Dieppe, le Eskdale subit des dommages considérables au poste de pilotage et sur le système de lutte contre l'incendie. Il doit utiliser le système de gouvernail de secours sur le chemin du retour au port. Le navire se rend à Portsmouth trois jours plus tard pour y faire réparation.

#### 1943
Complétant les réparations le 16 janvier 1943, le Eskdale se joint à la flottille et reprend ses opérations dans la Manche. Le 14 avril, alors qu’il se trouve accompagné du Glaisdale et de cinq bateaux de pêche pour escorter le convoi PW232, ils sont attaqués par des torpilleurs allemands Schnellboote de la 3e Flottille allemande à 19 kilomètres au est-nord-est de la péninsule de Lizard. Le Eskdale est frappé par deux torpilles du torpilleur S90 et est immobilisé en mer. Il coule à la position géographique de 50° 03′ N, 5° 46′ O après avoir reçu d'autres torpilles du torpilleur S112. L'attaque coûte la vie à 25 membres d'équipage, seul 155 sont secourus.

### Honneurs de bataille
- ARCTIC 1942
- ENGLISH CHANNEL 1942-44